# El Gallo Rojo
El Gallo Rojo is een onafhankelijk Italiaans platenlabel, dat jazz en geïmproviseerde muziek uitbrengt. Het is een label van een collectief van vijftien jazzmuzikanten. Het werd rond 2005 opgericht en is gevestigd in Ferrara. In 2013 had het rond de zestig cd's uitgebracht, onder meer van verschillende bands waarin drummer Zeno De Rossi speelt, zoals Meshuge Klezmer Band, Rope, Gallo & The Roosters en Zeno De Rossi Sultry (met daarin ook Chris Speed). Verder waren er albums van bijvoorbeeld Federico Casagrande met Marco Buccelli, Achille Succi met Salvatore Maiore, Mickey Finn, Daniele D'Agaro Adriatics Orchestra, Orange Room, Einfalt, Piero Bittolo Bon en Franco D'Andrea.